# Cycloctenus montivagus
Cycloctenus montivagus là một loài nhện trong họ Deinopidae.
Loài này thuộc chi Cycloctenus. Cycloctenus montivagus được miêu tả năm 1981 bởi Hickman.